# 网景导航者
網景領航員（英語：Netscape Navigator），是網景公司開發的網頁瀏覽器。在版本4之後，領航員和郵件軟體、網頁編輯軟體等組合成為網路套件，命名為網景通訊家族。在安全性問題的修正上，相對於Internet Explorer使用修補程式修正，Netscape Navigator則是以版本升級的方式更新。

## 概述
1994年，公佈最初的0.9版，之後經過修正正式公開1.0版。網景領航員是以共享軟體的方式販售，因為功能追加得很快，因此當時市佔率相當地高，這也是網景通訊公司首次公開募股的契機。該軟體當初預定以「Mozilla」的名稱公開，但是因為市場取向的理由更名為「Netscape」，而開發代碼依舊維持Mozilla不變，所以有「寫成Netscape唸成Mozilla」的情況。
1995年，搭載Cookie、Frames和JavaScript等多樣獨自功能的網景領航員2.0版上市。JavaScript最早稱為LiveScript，因為和昇陽合作而變更為JavaScript。
1996年，網景領航員3.0版問市，此版本又分為「Standard Edition」和「Gold Edition」兩個版本，後者具備郵件軟體和所見即所得的網頁編輯程式，此時網景的市佔率達到70%的高峰。
同時微軟強化開發的Internet Explorer，展開後世稱為瀏覽器大戰的市佔率爭奪戰。之後美國線上併購了網景通訊公司，直到現在網景都在其旗下。
1997年，推出了網景領航員4.0版，大幅度的強化JavaScript與其他功能，但同時出現的BUG和CSS的誤譯，使得市佔率漸漸被Internet Explorer侵蝕。在1998年初正式成為開放原始碼計劃之前，市佔率已經掉到57%以下。
Internet Explorer可以贏得瀏覽器大戰的理由，一般認為是在Windows 98之後和Windows作業系統的合併，以預先安裝的方式安裝在作業系統之中，電腦安裝好之後即可以使用，所以其他瀏覽器的使用機會自然變少。
另外，1997年蘋果電腦因為和微軟合作在Mac OS中也綑綁了Internet Explorer，Mac OS 8.5之後甚至很長時間成為其內建瀏覽器。
此外對於網頁設計者來說，因為網頁讀取的結果不同，讓製作網站的成本變高，所以為了降低成本而不針對網景領航員作最佳化，使得無法正常閱讀的網頁變多也是佔有率下降的要因之一。1998年1月22日，網景領航員和網景通訊家族的Standard Edition版本改為免費軟體，並且在同年10月19日發表大幅度更新的版本4.5但是佔有率已經無法挽回。
同年網景通訊公司作了一個重大的決斷，受到當時流行的Linux等開放原始碼計畫影響，也就是公佈網景通訊家的原始碼，轉型成為開放原始碼的軟體，此計畫稱為「Mozilla」，開發則交由非營利團體Mozilla組織（Mozilla Organization）進行。1998年網景通訊公司被美國線上買下，但是該計畫依舊進行。

### 之後的版本
接下來的Netscape 6、Netscape 7是整合多個軟體的網路套件，原本獨立的網景領航員也被整併入其中，更名為「Navigator」（即領航員），此時期的網景網路套件皆修改自Mozilla Application Suite。
到了Netscape 8重新返回獨立瀏覽器的形式，主要修改自在市場上取得成功的Mozilla Firefox，特徵是僅有Windows平台的版本和包含Gecko引擎和微軟Internet Explorer的Trident（MSHTML）兩種排版引擎。
Netscape 9在製作中的情報於2007年1月23日公開在Netscape瀏覽器的客戶支援論壇，概略的提到新版本將會與Netscape.com更加結合。爾後於同年6月5日公開Beta1版等數個版本供大眾測試。最後於10月15日Netscape 9推出正式版。

## 版本歷史
- Mosaic Netscape 0.9     – 1994年10月13日
- Netscape Navigator 1.0  – 1994年12月15日
- Netscape Navigator 1.1  – 1995年3月
- Netscape Navigator 1.22 – 1995年8月
- Netscape Navigator 2.0  – 1995年9月18日
- Netscape Navigator 2.01 – 1996年3月18日
- Netscape Navigator 2.02
- Netscape Navigator 3.0  – 1996年8月19日
- Netscape Navigator 3.01
- Netscape Navigator 3.02
- Netscape Navigator 3.03 – 1997年7月31日
- Netscape Navigator 3.04 – 1997年10月4日

## 中文化和代理商
台湾曾在网景通讯家族4时期由精誠資訊代理，并且翻译为正體中文版本，最早的版号是4.05，在该公司伺服器上的最后中文版则是4.72版。之后由MozTW社群成員断断续续的制作非官方的中文化，包含Netscape 7.2和Netscape 9等。简体中文方面，网景领航员3曾由北京IEI公司代理并汉化，但该版本未获美国总公司的认可。之后网景通讯家族4由同一公司进行简体中文汉化。

## 相關文章
- 網景通訊家
- 網頁瀏覽器列表
- 網頁瀏覽器比較
- 網頁瀏覽器時間線